# Stamnica
Stamnica (en serbe cyrillique : Стамница) est une localité de Serbie située dans la municipalité de Petrovac na Mlavi, district de Braničevo. Au recensement de 2011, elle comptait 1 216 habitants.
Stamnica est officiellement classée parmi les villages de Serbie.

## Démographie

### Évolution historique de la population
| 1948  | 1953  | 1961  | 1971  | 1981  | 1991  | 2002  | 2011  |
| ----- | ----- | ----- | ----- | ----- | ----- | ----- | ----- |
| 1 953 | 2 009 | 1 798 | 1 944 | 1 565 | 1 786 | 1 424 | 1 216 |

|  |